# Trinity桌面环境

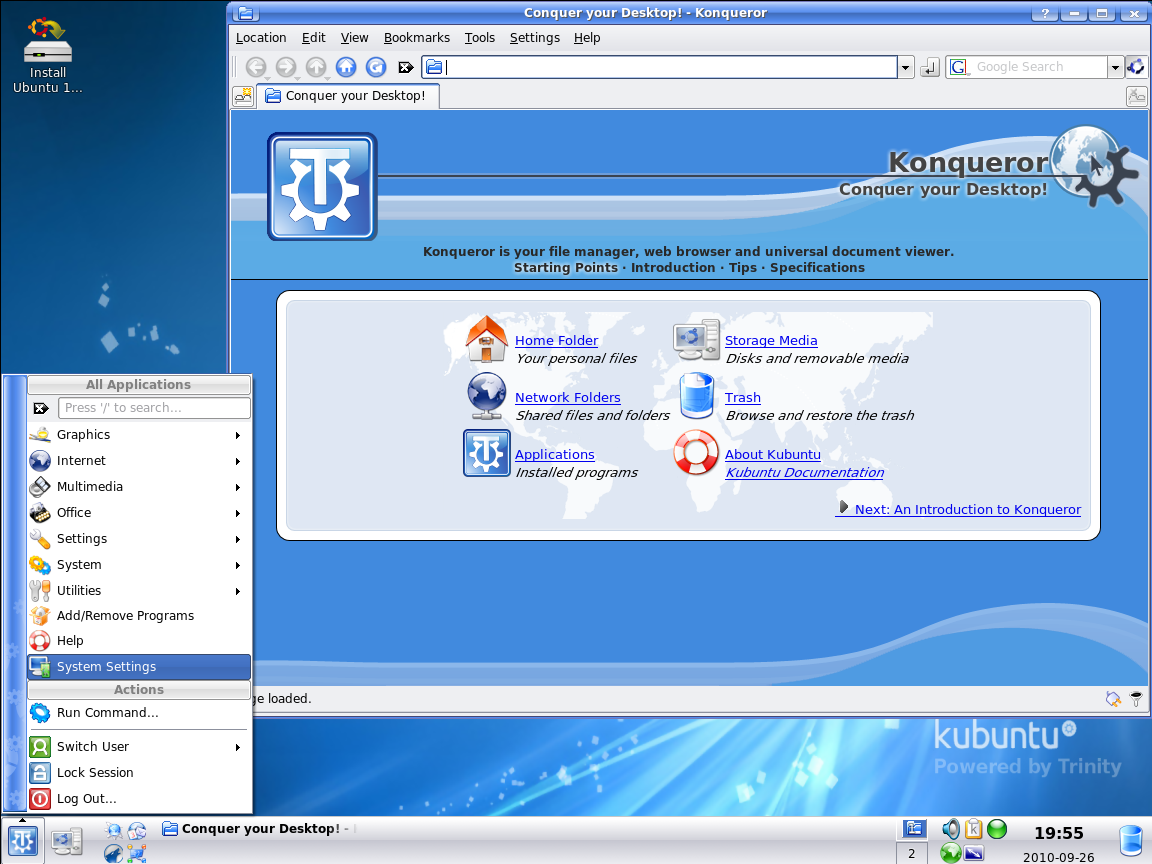
运行于Kubuntu的Trinity 3.5.12

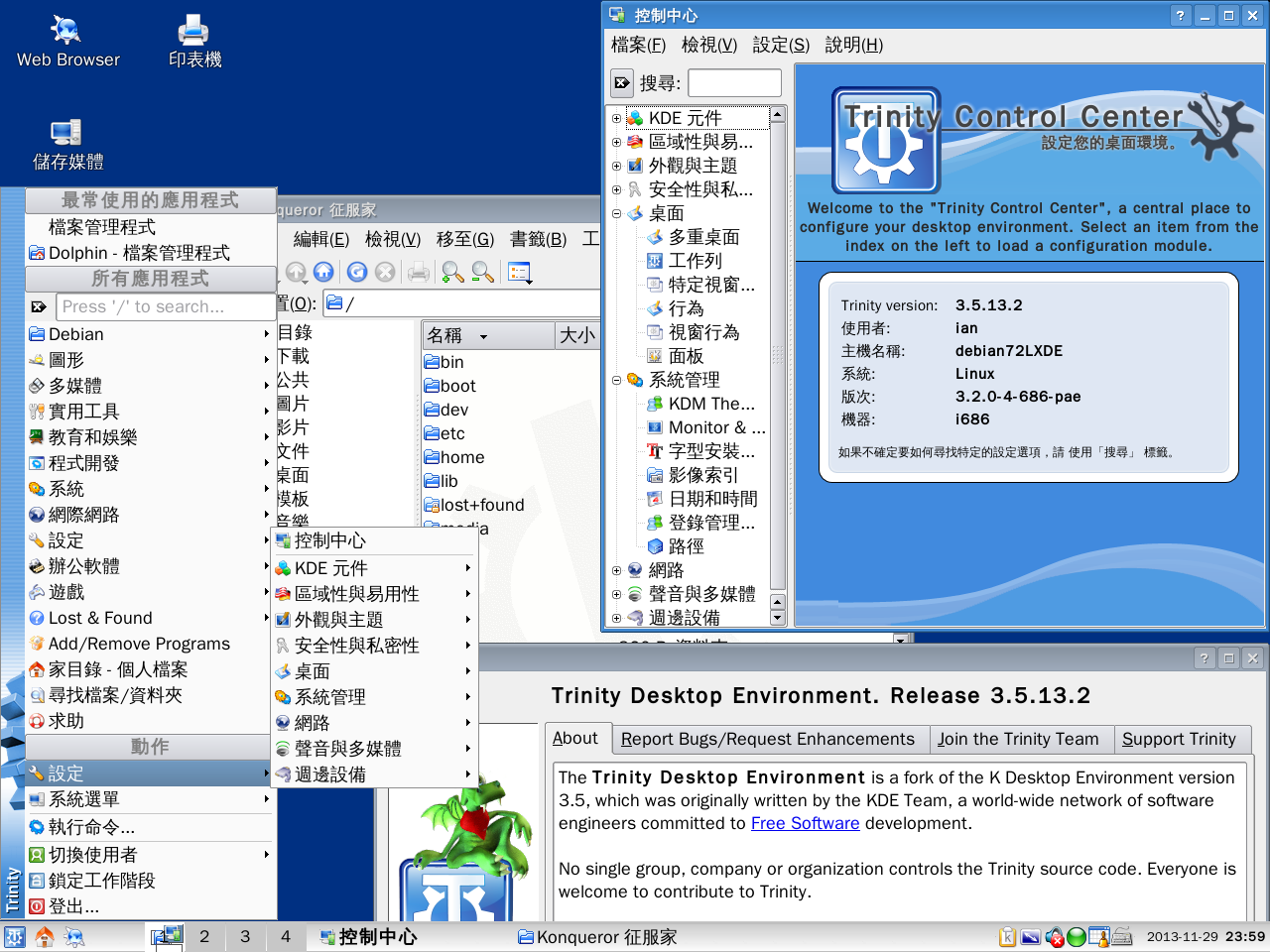
Trinity 3.5.13.2（正體中文介面）

Trinity桌面环境（英語：Trinity Desktop Environment，缩写为）是一个由KDE 3.5衍生而来的桌面环境。在Kubuntu切换到KDE Plasma 4之后，曾为Kubuntu提供KDE 3.5支持的Timothy Pearson组织了这项专案。该项目旨在提供延续的Bug修复、新特性，以及对新硬件的支持。Trinity在Debian、Fedora、Ubuntu和其他Linux发行版中有软件包提供。它也用于Q4OS和Exe GNU/Linux的默认桌面环境。自3.5.12版本开始，它使用其自己的Qt 3的复刻版本：TQt，以便和其他版本的Qt一起安装。

## 版本历史
| 日期           | 说明             |
| 3.5            | 3.5              |
| -------------- | ---------------- |
| 2010年4月29日  | 3.5.11维护版本   |
| 2010年10月3日  | 3.5.12维护版本   |
| 2011年11月1日  | 3.5.13维护版本   |
| 2012年10月2日  | 3.5.13.1维护版本 |
| 2013年7月21日  | 3.5.13.2SRU版本  |
| 14.0           |                  |
| 2014年12月16日 | 14.0.0SRU版本    |
| 2015年8月30日  | 14.0.1SRU版本    |
| 2015年11月28日 | 14.0.2SRU版本    |
| 2016年2月28日  | 14.0.3SRU版本    |
| 2016年11月7日  | 14.0.4SRU版本    |
| 2018年8月18日  | 14.0.5SRU版本    |